# Frankie Conley
Frankie Conley, de son vrai nom Francesco Conte, est un boxeur américain né le 4 octobre 1890 à Platania en Italie et mort le 21 août 1952.

## Carrière
Passé professionnel en 1905, il devient champion du monde des poids coqs le 22 février 1910 en battant par arrêt de l'arbitre au 42e des 45 rounds Monte Attell,. Conley perd son titre dès sa première défense contre Johnny Coulon le 26 février 1911. Il met un terme à sa carrière en 1923 sur un bilan de 44 victoires, 27 défaites et 16 matchs nuls.